# Alexandra Braun Waldeck

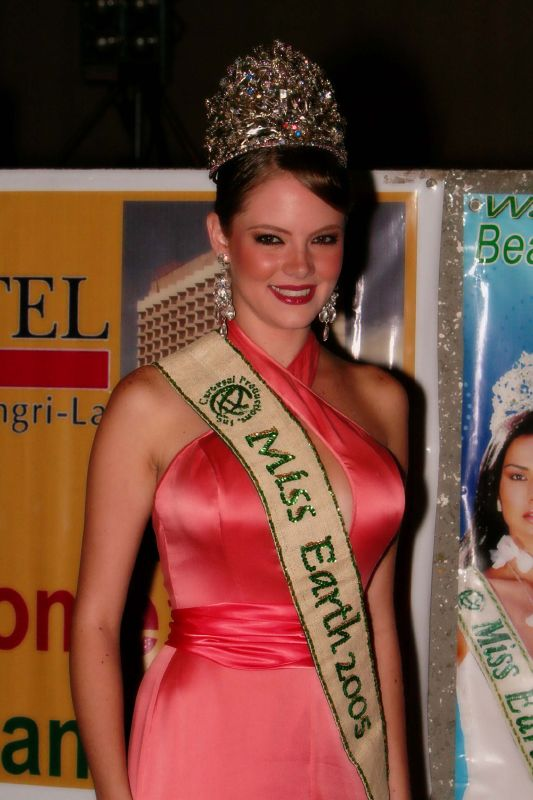
Alexandra no concurso Miss Terra em 2005

Alexandra Braun Waldeck (nascida em 19 de maio de 1983, em Caracas na Venezuela) é uma modelo que venceu o concurso de Miss Planeta Terra no ano de 2005. 
De ascendência alemã (sua família emigrou para a Venezuela após a II Guerra Mundial), ela é formada em técnicas de Marketing e Publicidade e trabalha como apresentadora de televisão. Na infância, aprendeu a falar alemão com sua mãe, e depois, espanhol.
Ela foi coroada Miss Terra em 23 de outubro de 2005, concorrendo com 80 (oitenta) participantes de todo o mundo, e durante seu reinado visitou vários países, como Canadá, Porto Rico, Chile, Indonésia, Filipinas, Singapura e Venezuela.
Após entregar seu título, continuou trabalhando como modelo e fez diversos trabalhos para revistas e campanhas publicitárias, em vários países do mundo.